# Song Reader
Song Reader —en español: Lector de canciones— es un libro de partituras del músico estadounidense Beck, lanzado el 11 de diciembre de 2012. El libro incluye 20 partituras de canciones y más de 100 páginas de arte. La revista Rolling Stone lo nombró en el puesto 50 en su lista de los 50 mejores álbumes del año 2013. El CD oficial interpretado por varios artistas fue puesto en libertad el 29 de julio de 2014.

## Ilustraciones y presentación
Beck comenzó a trabajar en el álbum en 2004 y lo lanzó como un "álbum", en lugar de un libro de partituras. Cada canción está acompañada por ilustraciones de artistas reconocidos como Marcel Dzama (quien ya trabajó con Beck en Guero), Leanne Shapton, Josh Cochran y Jessica Hische, entre muchos otros. El editor del libro, McSweeney, también anunció que las versiones de las canciones interpretadas por otros músicos se presentarán en su sitio Web.
El 4 de julio de 2012, Beck aprovechó el día de la independencia para subirse al escenario del Barbican londinense e interpretar por primera vez los temas de Song Reader. El concierto contó con multitud de colaboradores, entre los que se encontraban artistas importantes como Jarvis Cocker (Pulp), Franz Ferdinand, la actriz y cantante francesa Charlotte Gainsbourg, la cantautora Beth Orton, los comediantes Mighty Boosh, Joan Wasser (de Joan as Police Woman),  Conor J O’Brien de Villagers, The Staves, Guillemots, Michael Kiwanuka, James Yorkston, Pictish Trail y un ensamble compuesto por Tom Herbert y Dave Okumu de The Invisible. En 2013, Beck toco en tres conciertos las canciones del libro con una variedad de invitados. También dijo que estaba trabajando en un disco basado en las canciones de Song Reader con otros músicos y quisiera también lanzar una recopilación de las versiones interpretadas por los fanes. El registro de Song Reader con otros músicos fue lanzado en 2014.

## Lista de canciones
1. Don't Act Like Your Heart Isn't Hard
2. I'm Down
3. Saint Dude
4. Do We? We Do
5. Eyes That Say 'I Love You'
6. Now That Your Dollar Bills Have Sprouted Wings
7. Please Leave a Light on When You Go
8. Rough on Rats
9. Old Shanghai
10. Sorry
11. Why Did You Make Me Care?
12. Heaven's Ladder
13. America, Here's My Boy
14. Just Noise
15. We All Wear Cloaks
16. Mutilation Rag
17. The Wolf Is on the Hill
18. Title of This Song
19. The Last Polka
20. Last Night You Were a Dream

## Lista de canciones del álbum interpretado por varios artistas
| N.º   | Título                                           | Artista                | Duración |  |
| 1.    | «Title of This Song»                             | Moses Sumney           | 4:55     |  |
| 2.    | «Please Leave a Light on When You Go»            | Fun.                   | 2:42     |  |
| 3.    | «The Wolf Is on the Hill»                        | Tweedy                 | 2:22     |  |
| 4.    | «Just Noise»                                     | Norah Jones            | 2:00     |  |
| 5.    | «Last Night You Were a Dream»                    | Lord Huron             | 3:23     |  |
| 6.    | «Saint Dude»                                     | Bob Forrest            | 4:06     |  |
| 7.    | «I'm Down»                                       | Jack White             | 3:04     |  |
| 8.    | «Heaven's Ladder»                                | Beck                   | 3:17     |  |
| 9.    | «Don't Act Like Your Heart Isn't Hard»           | Juanes                 | 3:27     |  |
| 10.   | «Sorry»                                          | Laura Marling          | 2:04     |  |
| 11.   | «Eyes That Say "I Love You"»                     | Jarvis Cocker          | 3:18     |  |
| 12.   | «Rough on Rats»                                  | David Johansen         | 2:48     |  |
| 13.   | «Now That Your Dollar Bills Have Sprouted Wings» | Jason Isbell           | 5:13     |  |
| 14.   | «The Last Polka»                                 | Marc Ribot             | 4:33     |  |
| 15.   | «Old Shanghai»                                   | Eleanor Friedberger    | 2:55     |  |
| 16.   | «Why Did You Make Me Care?»                      | Sparks                 | 4:40     |  |
| 17.   | «America, Here's My Boy»                         | Swamp Dogg             | 3:04     |  |
| 18.   | «We All Wear Cloaks»                             | Jack Black             | 2:30     |  |
| 19.   | «Do We? We Do»                                   | Loudon Wainwright III  | 2:51     |  |
| 20.   | «Mutilation Rag»                                 | Gabriel Kahane, yMusic | 2:08     |  |
| 63:20 |                                                  |                        |          |  |